# Budapest Concert
Budapest Concert ist ein Jazzalbum von Keith Jarrett. Die im Juli 2016 bei einem Konzert in der Béla-Bartók-Konzerthalle (Bartók Béla Nemzeti Hangversenyterem), Budapest, entstandenen Aufnahmen erschienen am 30. Oktober 2020 auf ECM Records.

## Hintergrund
Das Album entstand aus den Mitschnitten der Tournee 2016; es wurde vierzehn Tage vor dem – von ECM 2019 veröffentlichten – Münchner Auftritt – aufgenommen. Es gibt daher einige Ähnlichkeiten – es enthält ein Dutzend kontrastierende Stücke in Suiten-ähnlicher Form einschließlich von Zugaben, „Answer Me, My Love“ (im Original „Mutterlied“ bzw. „Glaube mir“ von Gerhard Winkler und Fred Rauch) und „It’s a Lonesome Old Town“ von Harry Tobias und Charles Kisco, ein Lied aus dem Repertoire von Frank Sinatra und Nat King Cole. Die Veröffentlichung des Budapest Concert fiel in die Zeit, als der 75-jährige Pianist enthüllte, dass zwei Schlaganfälle im Jahr 2018 seine Karriere als öffentlich auftretender Musiker beendet haben könnten. Keith Jarrett sagte The New York Times, dass er den Gebrauch seines linken Armes und seiner Hand verloren habe, vielleicht für immer.

## Titelliste

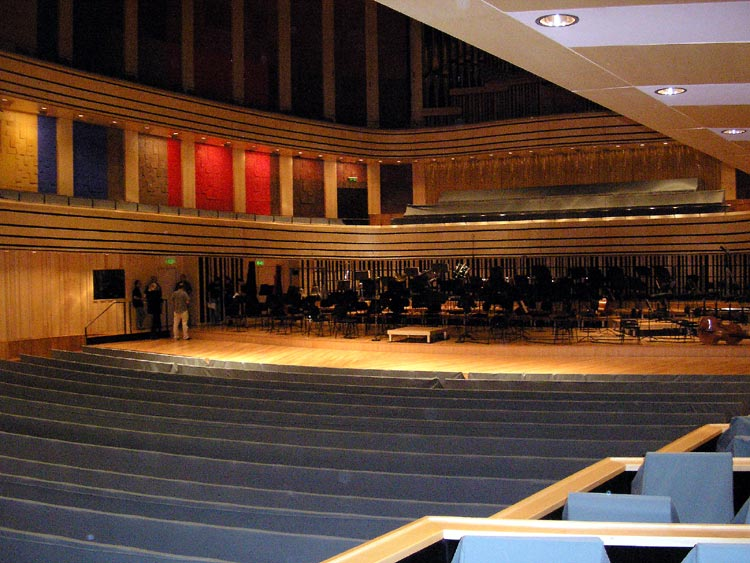
Innenraum der Bela Bartók National Concert Hall

- Keith Jarrett: Budapest Concert (ECM 2700)

CD 1
1. Part I (Keith Jarrett) 14:42
2. Part II (Keith Jarrett) 6:54
3. Part III (Keith Jarrett) 8:10
4. Part IV (Keith Jarrett) 7:35

CD 2
1. Part V (Keith Jarrett) 5:13
2. Part VI (Keith Jarrett) 3:52
3. Part VII (Keith Jarrett) 5:45
4. Part VIII (Keith Jarrett) 5:35
5. Part IX (Keith Jarrett) 2:42
6. Part X (Keith Jarrett) 8:40
7. Part XI (Keith Jarrett) 5:54
8. Part XII – Blues (Keith Jarrett) 4:04
9. It’s a Lonesome Old Town (Harry Tobias, Charles Kisco) 8:01
10. Answer Me (Gerhard Winkler, Fred Rauch) 4:55

## Rezeption

### Rezensionen

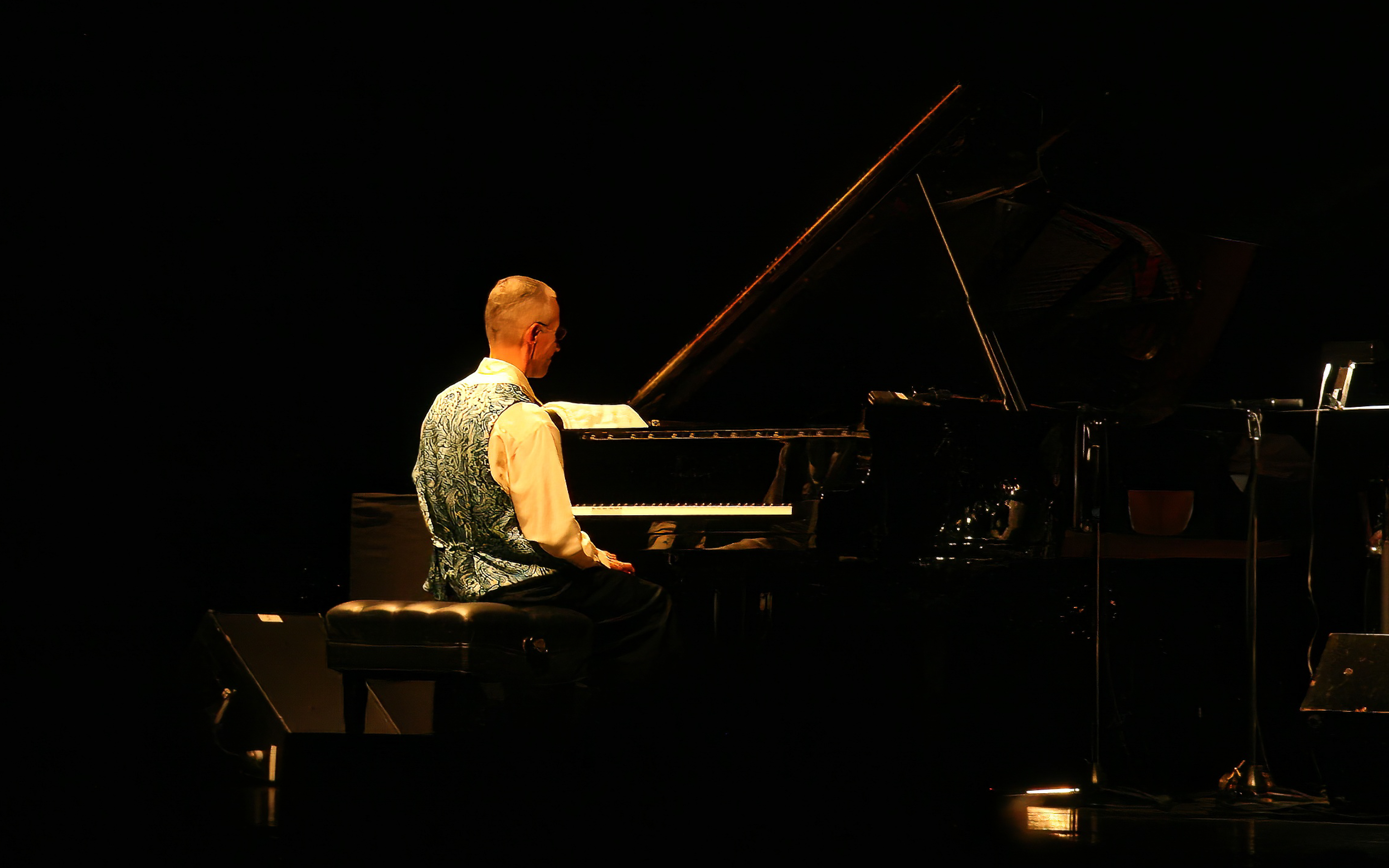
Keith Jarrett (2007)

Wolfgang Sandner meinte in der Frankfurter Allgemeinen Zeitung, dass man der Einschätzung Jarretts zustimmen könne und das Budapest Concert eine seiner besten Einspielungen überhaupt sei. Keith Jarrett habe immer eine besondere emotionale Bindung zu Ungarn gehabt und insbesondere zu ungarischer Musik, was mit der Herkunft der Großeltern mütterlicherseits aus der österreichisch-ungarischen Doppelmonarchie zusammenhängen mag, auch wenn beide Großelternteile slowenischer Abstammung gewesen sind. Wie die Aufnahme aus München vom 16. Juli 2016 erlebe man mit dem „Budapest Concert“ „Sternstunden in der an Sternstunden reichen Karriere Keith Jarretts; einen erstaunlichen Kosmos pianistischer Klangmöglichkeiten, brillante Musik, die sich in alle möglichen und unmöglichen Richtungen des Quintenzirkels ausbreitet, atonal darüber hinausschießt, keine metrisch-rhythmischen Beschränkungen kennt und doch stets zu schlüssigen Formen zurückfindet.“ Und immer wieder gebe es überwältigende Beispiele einer sinnlich schönen Klangkunst ohne auch nur die Spur einer ästhetisch fragwürdigen Trivialität: etwa Charles Kiscos uralten Schlager „It’s a Lonesome Old Town“, beide Male unterschiedlich interpretiert, aber beide Male mit der souveränen Melancholie, die man von keinem anderen Pianisten so zu hören bekomme.
Michael Rüsenberg bestreitet hingegen, dass das Budapest Concert eine der besten Einspielungen Jarretts sei. Er vergleicht es mit dem Münchner Konzert und stellt nicht nur formale Ähnlichkeiten in mehreren Sätzen fest (diese „verwandte Performance-Struktur“ relativiere „die Leitidee von der absoluten Voraussetzungslosigkeit des Vortrages“ von Jarrett bei seinen Solokonzerten „wesentlich“). Über weite Strecken sei das Werk keineswegs künstlerisch besser als Munich 2016, auch wenn es mit dem „Part X“ eine besondere Preziose gebe: „Über lange Strecken pendelt Jarrett zwischen zwei Akkorden der linken Hand und malt, mitunter erfreulicherweise nicht fehlerfrei, mit der rechten eine Landschaft, in der er zur Hälfte ganz kurz Steine abtastet, die von der Gestalt her Eddie Harris’ „Freedom Jazz Dance“ ähneln.“
John Bungey (London Jazz News) lobte vor allem den Zweiten Teil des Konzerts, dessen Musik nach den frühen unruhigen Salven umso heller leuchte. Natürlich könne man keine musikalischen Höhen erreichen, ohne zuerst durch die Ausläufer zu wandern. „Hier wird viel das Basislager umkreist – bevor er einige Nuggets entdeckt, die ihn von seiner besten Seite zeigen.“
Michael Laages (NDR) meinte, Jarrett sei „frei in der Phantasie und in sich doch auch fest gebunden – kaum jemand sonst auf der Welt beherrscht diesen Zaubertrick.“ Staunen mache auch ein deutscher Schlager: „Glaube mir“ war der deutsche Titel, 1952 geschrieben vom „Caprifischer“-Komponisten Gerhard Winkler. In Jarretts Variante werde ein Traum-Song draus, weitab von jedem Kitschgefühl.
Giovanni Russonello zählte das Album in The New York Times zu dem besten Veröffentlichungen im Jazz des Jahres 2020 und meinte, die Obertöne seines berühmtesten Albums „The Köln Concert“ (1975) seien offensichtlich, obwohl er sich von den langwierigen, ungebrochenen Improvisationen dieser Zeit entfernt habe und hier mit einem ungetrübten Gefühl der Klarheit spiele – besonders bei den beiden Songs, die das Album als Zugabe abschließen. Auch Konstantin Rega zählte das Album im Treble Magazine zu den besten Jazzalben des Jahres 2020 und meinte, wie seine Bremen-Lausanne-Konzerte bestehe auch dieses Set aus seinen spektakulären Improvisationen. Obwohl er sich immer von seinen vorherigen Aufnahmen unterscheide, befände sich immer noch dieser Fingerabdruck auf der Tastatur. Während „Teil I“ für seine vielen Drehungen, Wendungen, Töne und Tempi am längsten und vielleicht am wenigsten zugänglich sei, hält der Autor „Teil VII“ oder „VIII“ etwas ohrenschonender und erkennt einen fast an Maurice Ravel und Claude Debussy erinnernden Einfluss. Immer sei es ein Vergnügen, einen Meister an den Tasten zu hören.

### Charts und Chartplatzierungen
Budapest Concert erreichte in Deutschland Rang 17 der Albumcharts, womit es das zuvor erfolgreichste Chartalbum La fenice ablöste, dass im Jahr 2018 Rang 18 erreichte. Darüber hinaus erreichte das Album die Chartspitze der deutschen Jazzcharts im November 2020. In Österreich erreichte das Album Rang 45 und platzierte sich eine Woche in der Hitparade. In der Schweizer Hitparade erreichte Budapest Concert mit Rang elf seine höchste Chartnotierung. Für Jarrett ist dies der 20. Charterfolg in den deutschen Albumcharts sowie der 13. in der Schweiz und der zehnte in Österreich. 2020 platzierte sich das Album auf Rang drei der deutschen Jazz-Jahrescharts sowie auf Rang vier im Jahr 2021
Die Redaktion von JazzTimes listete das Album auf Rang 14 der besten Neuveröffentlichungen des Jahres.